# Avort

Procedură de avort la opt săptămâni de sarcină

Avortul (în latină: ab "fără", ortus "naștere") înseamnă întreruperea sarcinii prin eliminarea fătului (spontană sau provocată) din cavitatea uterină înainte de termenul de gestație și având drept efect moartea fătului.

## Avortul spontan
Avortul poate fi natural (sau spontan), când se datorează unor cauze anatomo-fiziologice.
Cauzele avortului spontan sunt: afecțiuni generale, afecțiunile uterine, afecțiuni ale embrionului, traumatisme  sau în urma unor abuzuri domestice, victima putând fi lovită sau accidentată;
Semnele de bază ale iminenței acestuia sunt: dureri abdomino-pelvine, pierderi de sânge.

## Avortul provocat
Un tip aparte de avort este cel provocat sau artificial.  Avortul provocat se realizează prin intervenție chirurgicală specializată sau prin alte mijloace, precum avortul medicamentos, în conformitate cu condițiile legislației fiecărei țări. În țările în care avortul este ilegal sau sever restricționat, el se realizează prin metode empirice, de multe ori periculoase.

### Considerente etice
legal la cerere
     legal doar în caz de viol, risc de moarte pentru mamă, boli grave fizice și mintale, malformații grave ale fătului și factori socioeconomici
     legal doar în caz de viol, risc de moarte pentru mamă, boli grave fizice și mintale, malformații grave ale fătului
     legal doar în caz de viol, risc de moarte pentru mamă, boli grave fizice și mintale
     legal doar în caz de risc de moarte pentru mamă, boli grave fizice și mintale
     legal doar în caz de risc de moarte pentru mamă
     Ilegal în orice situație
     lipsă date

Situația legală în lume:
legal la cerere
legal doar în caz de viol, risc de moarte pentru mamă, boli grave fizice și mintale, malformații grave ale fătului și factori socioeconomici
legal doar în caz de viol, risc de moarte pentru mamă, boli grave fizice și mintale, malformații grave ale fătului
legal doar în caz de viol, risc de moarte pentru mamă, boli grave fizice și mintale
legal doar în caz de risc de moarte pentru mamă, boli grave fizice și mintale
legal doar în caz de risc de moarte pentru mamă
Ilegal în orice situație
lipsă date

Avortul “la cerere” este subiectul a numeroase controverse și poate ridica probleme de ordin moral. Opoziția împotriva avortului vine de multe ori din partea organizațiilor religioase. O astfel de opoziție religioasă poate fi controversată într-un stat secular (fără religie oficială de stat). La fel de controversate sunt și argumentele de tip demografic, prin care se fac presiuni asupra femeilor să facă copii, chiar împotriva voinței lor. Există perspectiva dreptului femeii asupra propriului său corp, în contradicție cu perspectiva dreptului fătului la viață. Fătul nu percepe durerea înainte de săptămâna a 24-a de sarcina
Se pune în discuție relația între dreptul femeii însărcinate asupra propriului său corp dreptul la viață al copilului nenăscut, avansându-se ideea după care mama nu este doar un simplu recipient, purtător - container. J.J.Thomson pledează pentru drepturile asupra propriului corp, ca premisă a libertății. Thomson analizează câteva situații de sarcină involuntară -violul, graviditatea accidentală și involuntară - prin analogie cu un caz imaginar: suntem conectați cu forța la rinichii disfuncționali ai unui violonist celebru și forțați să stăm nouă luni în spital alături de acesta ca să-i salvăm viața. O astfel de situație este inadmisibilă juridic și discutabilă moral. Tot așa, un copil nedorit, care nu s-a născut și pe care nu-l percepem încă, nu are mai mult drept decât violonistul să ne forțeze ca, de dragul vieții lui, să renunțăm la dreptul asupra corpului nostru (J.J.Thomson, 1995).

Carol Gilligan a realizat un studiu despre decizia asupra avortului cu participarea a 29 de femei, cu vârste între 15-35 de ani, din medii sociale diferite. Femeile sunt subiect al alegerii morale. Ele țin cont în alegerile pe care le fac de relațiile interumane, urmând ideea de a nu-i răni pe ceilalți. Prin întreruperea unei sarcini este refuzată o potențială relație, iar refuzul se datorează imposibilității de a satisface responsabil obligațiile față de persoana cu care se relaționează (Gilligan, 1994).
Avortul cunoaște diverse reglementări legale în lume, el fiind subordonat diverselor condiționări legale (de exemplu, dacă se realizează de către medici obstetricieni, în condiții de igienă și de siguranță, până la o anumită vârstă a sarcinii, din motivele recunoscute de legislația respectivă, etc). Legislația avortului diferă semnificativ de la o țară la alta, dar toate țările permit avortul în cazul în care este absolut necesar pentru a salva viața mamei, cu excepția unor state ca Chile  (până în 2017) Republica Dominicană (din 1884), El Salvador (din 1998), Malta (până in 2023 cand a permis avortul în caz de pericol pentru mamă), Nicaragua (din 2006) și Vatican, unde avortul este complet interzis.

Alături de graviditate, naștere, hrănire din trup (M.Miroiu, 1996: 78), avortul este una din experiențele exclusiv femeiești.
Deși numai femeile pot face avorturi, se pot remarca implicații la mai multe niveluri: nivel individual, avortul implică angajarea întregii personalități, presupune luarea unei decizii cu implicații medicale, morale, religioase, etc; nivelul cuplului: fetusul a fost conceput de femeie împreună cu un bărbat, în urma unor relații heterosexuale, ca atare bărbatul în calitate de membru al cuplului participă moral, afectiv sau economic sau deloc la întreruperea de sarcină. Nivelul familiei lărgite ; nivelul comunității, nivelul național -statal (guvernele practică politici demografice diferite, pronataliste sau restrictive, etc), nivel global (creșterea generală a populației planetei fiind diferențiată: țările și regiunile bogate înregistrează o creștere naturală a populației mai redusă decât cea care are loc în regiunile sărace, etc) (D. Oprescu, 1997: 123).
Controlul asupra capacității reproductive proprii face necesară informarea și accesul la contracepție, astfel încât să fie evitate sarcinile nedorite fără a se mai ajunge la avort. De asemenea se evidențiază necesitatea clinicilor de planificare familială și nevoia de lecții de educație sexuală în școli și promovarea consimțământului în orice etapă relațională de cuplu.
Scăderea ratei avorturilor se face mai ales prin promovarea planificării familiale voluntare și a educației pentru viața de cuplu. Astfel, educația sexuală precum și luarea de măsuri împotriva violenței sexuale  pot reduce numărul de avorturi.
Rata avortului este influențată de factorii socio-economici (sărăcia influențând practica avortului în sensul că acesta este mai frecvent în țările mai slab dezvoltate față de cele avansate, în familiile sărace mai ales, față de cele cu un nivel ridicat de trai); dar și cultural - religioși. Un alt factor important care favorizează avortul este lipsa practicilor și responsabilității parteneriale în cuplu, adeseori copii revenind doar mamei ca responsabilitate de ocrotire cotidiană, tații având mai degrabă un rol financiar-simbolic. În aceste condiții puține femei își permit să-și dorească maternitatea.

## În România
În România este cunoscut cazul interzicerii avortului din anul 1966, ca măsură de creștere demografică. Decretul nr. 770 din 29 septembrie 1966 prevedea următoarele:
Având în vedere că întreruperea cursului sarcinii reprezintă un act cu grave consecințe asupra sănătății femeii și aduce mari prejudicii și sporului natural al populației, Consiliul de Stat al Republicii Populare România decretează:

Art. 1. — Întreruperea cursului sarcinii este interzisă.
În mod cu totul excepțional avortul era permis doar în câteva situații limită, cum ar fi: punerea în pericol a vieții mamei, boli grave sau ereditare, invaliditate fizică sau psihică gravă, vârsta mamei de peste 45 de ani sau dacă sarcina era urmare a unui viol sau a unui incest. Efectuarea întreruperii cursului sarcinii în alte circumstanțe era considerată infracțiune și se pedepsea conform Codului Penal.
Aplicarea prevederilor decretului a condus la producerea unei creșteri pe termen scurt a ratei natalității – generația „decrețeilor”. În același timp, aplicarea cu duritate și lipsă de umanism a acestei politici demografice, s-a soldat cu grave încălcări ale drepturilor omului și ale demnității individului, în special al femeilor, care se vedeau reduse la rolul elementar de reproducător biologic.
„Modelul unui avort era aparent simplu și bine definit. Existau patru pași importanți în efectuarea unui avort:
1. la locul de muncă - o cunoștință îți făcea legătura sau te ducea la
2. o aborționistă, un doctor (mai rar) sau o asistentă - îți punea sonda și apoi plecai
3. acasă - avea loc de obicei avortul propriu-zis și începea calvarul în cazul în care era nereușit, ajungând astfel la
4. spital – de unde situația devenea ambiguă pentru că existau:
  - doctori care acceptau avortul și acest lucru însemna viața, chiar dacă mai treceai prin câteva chinuri;
  - doctori care refuzau avortul și atunci erai aproape sigur condamnată la moarte.”

Deși multe dintre femeile care au făcut avort au supraviețuit fizic ele au rămas marcate cu profunde sechele psihologice. În spatele acestei aparente resemnări se ascunde revolta. Revoltă că au fost folosite, că pentru o perioadă de timp (pentru ele, cei mai frumoși ani ai vieții), ele nu și-au aparținut lor, ci au fost proprietate de stat.
Aceste realități sunt reflectate și în datele statistice. Astfel, în 1988 rata mortalității materne (decese din cauza maternității la 100.000 de născuți vii) în România era de departe cea mai mare din Europa – 210 decese, comparativ cu Albania – 100, U.R.S.S. – 45, Bulgaria – 40, Ungaria – 21, Polonia – 15, Germania – 8, Italia – 6 sau Norvegia – 4 decese.
Legalizarea avortului s-a făcut la sfârșitul anului 1989, ca una din măsurile de tip reparatoriu obținute în urma revoluției. Accesul la mijloacele moderne de planificare familială face ca numărul avorturilor să fie în scădere. Efectele avortului asupra fertilității este recunoscut. În România, în perioada 1990-1994, rata fertilității ar fi fost cu 80-90 % mai mare în absența avorturilor voluntare (Zamfir, 1998: 107).
Conform legislației actuale (noul cod penal intrat în vigoare în 2014) avortul este permis în condițiile stabilite de lege (Art. 201(1)(c) si Art. 201(6) - nerespectarea acestor condiții fiind încriminată.

## Avortul în medicina veterinară
În medicina veterinară, avortul toxialimentar și infecțios reprezintă întreruperea gestației și expulzarea fătului, mort sau neviabil, din cauza hrănirii incomplete și neraționale (lipsa de vitamine și săruri minerale, furaje alterate) și a unor infecții microbiene, virotice sau parazitare (bruceloză, vibrioză, salmoneloză etc.)